# Jarremix
Jarremix – album będący kompilacją utworów francuskiego kompozytora muzyki elektronicznej Jeana-Michela Jarre’a w wykonaniu różnych DJ-ów. Wydany w 1995 roku.

## Utwory
1. Chronologie 6 (Main Mix) - 08:04
2. Chronologie 4 (E-Motion Mix) - 05:59
3. Equinoxe 4 (Deep Mix) - 04:43
4. Chronologie 4 (S x S Mix) - 06:36
5. Revolution, Revolutions (Oriental Mix) - 06:45
6. Equinoxe 7 (Ambient Mix) - 05:03
7. Chronologie 4 (Tribal Trance Mix) - 05:37
8. Oxygene 1 (Laboratoire Mix) - 09:30
9. Magnetic Fields 2 (Magnetmix) - 04:10
10. Chronologie 6 (Slam Mix) - 08:05
11. Calypso (Latino Mix) - 07:13